# فيكتور ليز
فيكتور ليز (12 مايو 1988 بسانتياغو دي لوس كاباليروس في جمهورية الدومينيكان - ) هو لاعب كرة سلة دومينيكاني في مركز مدافع مسدد الهدف، شارك في دورة الألعاب الأمريكية 2011 وبطولة أمم الأمريكتين لكرة السلة 2015 وبطولة كأس العالم لكرة السلة 2014 وبطولة أمم الأمريكتين لكرة السلة 2017. ولعب مع Metros de Santiago ‏.

## وصلات خارجية
- فيكتور ليز على موقع الاتحاد الدولي لكرة السلة (الإنجليزية)
- فيكتور ليز على موقع كرة السلة الأوروبية.كوم (الإنجليزية)
- فيكتور ليز على موقع ريلجم (الإنجليزية)
- فيكتور ليز على موقع بروبوليرز (الإنجليزية)
- فيكتور ليز على موقع سبورتس رفرنس (الإنجليزية)